# Ruzskij rajon
Il Ruzskij rajon (in russo Рузский район?) era un rajon dell'Oblast' di Mosca, nella Russia europea; il capoluogo era Ruza. Ricopriva una superficie di 1.559 chilometri quadrati e nel 2010 ospitava una popolazione di circa 66.000 abitanti.